# Şərq Qapısı
Şərq Qapısı (en español: Puerta de Oriente) es un periódico en idioma azerí publicado en la República Autónoma de Najicheván en Azerbaiyán. El periódico fue fundado en el año 1921 durante la época de la Unión Soviética. A partir de 1977, se imprime seis días a la semana, con una tirada de 16.000.